# Ніколай Бойлесен
Ніколай Бойлесен (дан. Nicolai Boilesen, нар. 16 лютого 1992, Баллеруп) — данський футболіст, лівий захисник клубу «Копенгаген» і національної збірної Данії.
Чотириразовий чемпіон Нідерландів. Володар Суперкубка Нідерландів.

## Клубна кар'єра
Народився 16 лютого 1992 року в місті Баллеруп. Вихованець юнацьких команд данських футбольних клубів «Лілле Гема», «Сковлунде» та «Брондбю».
2010 року перейшов до футбольної академії амстердамського «Аякса», а за рік, у 2011, 19-річний данець дебютував в іграх за головну команду цього нідерландського клубу.

## Виступи за збірні
2008 року дебютував у складі юнацької збірної Данії, взяв участь у 47 іграх на юнацькому рівні, відзначившись 2 забитими голами.
Протягом 2011–2013 років залучався до складу молодіжної збірної Данії. На молодіжному рівні зіграв у 5 офіційних матчах. Був учасником молодіжного чемпіонату Європи 2011 року, що проходив на його батьківщині і на якому Бойлесен увійшов до символічної збірної турніру попри завершення данцями виступів ще на груповій стадії.
Того ж 2011 року дебютував в офіційних матчах у складі національної збірної Данії. Відтоді провів у формі головної команди країни 13 матчів, забивши 1 гол.

## Титули і досягнення
- Чемпіон Нідерландів (4):

«Аякс»: 2010-11, 2011-12, 2012-13, 2013-14
- Володар Суперкубка Нідерландів (1):

«Аякс»:  2013
- Чемпіон Данії (5):

«Копенгаген»: 2016-17, 2018-19, 2021-22, 2022-23, 2024-25
- Володар Кубка Данії (3):

«Копенгаген»: 2016-17, 2022-23, 2024-25